# Magnesi hydroxide
Magnesi hydroxide là một hợp chất vô cơ với công thức hóa học Mg(OH)2. Nó có mặt trong tự nhiên trong khoáng chất brucit. Nó là một chất rắn màu trắng với độ hòa tan thấp trong nước (Ksp = 5.61×10−12). Magnesi hydroxide là một thành phần phổ biến của các thuốc kháng acid, như sữa magnesi, cũng như các thuốc nhuận tràng.

## Điều chế
Kết hợp dung dịch muối magnesi với nước nóng gây ra kết tủa Mg(OH)2 thể rắn:
Mg2+ + 2 OH− → Mg(OH)2
Ở quy mô thương mại, Mg(OH)2 được sản xuất bằng cách xử lý nước biển với calci hydroxide (Ca(OH)2). 600 m³ nước biển sản xuất được khoảng một tấn Mg(OH)2. Ca(OH)2 dễ hòa tan hơn so với Mg(OH)2, nên magnesi hydroxide kết tủa thành chất rắn:
Mg2+ + Ca(OH)2 → Mg(OH)2 + Ca2+

## Ứng dụng
Hầu hết Mg(OH)2 được sản xuất công nghiệp, cũng như một lượng nhỏ được khai thác, được chuyển hóa thành magnesi oxide (MgO). Magnesi oxide có giá trị vì nó vừa là một chất dẫn điện kém và cũng là một chất dẫn nhiệt tuyệt vời.